# Avenue du Président-Franklin-Roosevelt (Sceaux)
Pour les articles homonymes, voir Avenue du Président-Roosevelt.
L'avenue du Président-Franklin-Roosevelt est une voie importante de Sceaux dans les Hauts-de-Seine, et fait partie de son axe majeur est-ouest.

## Situation et accès

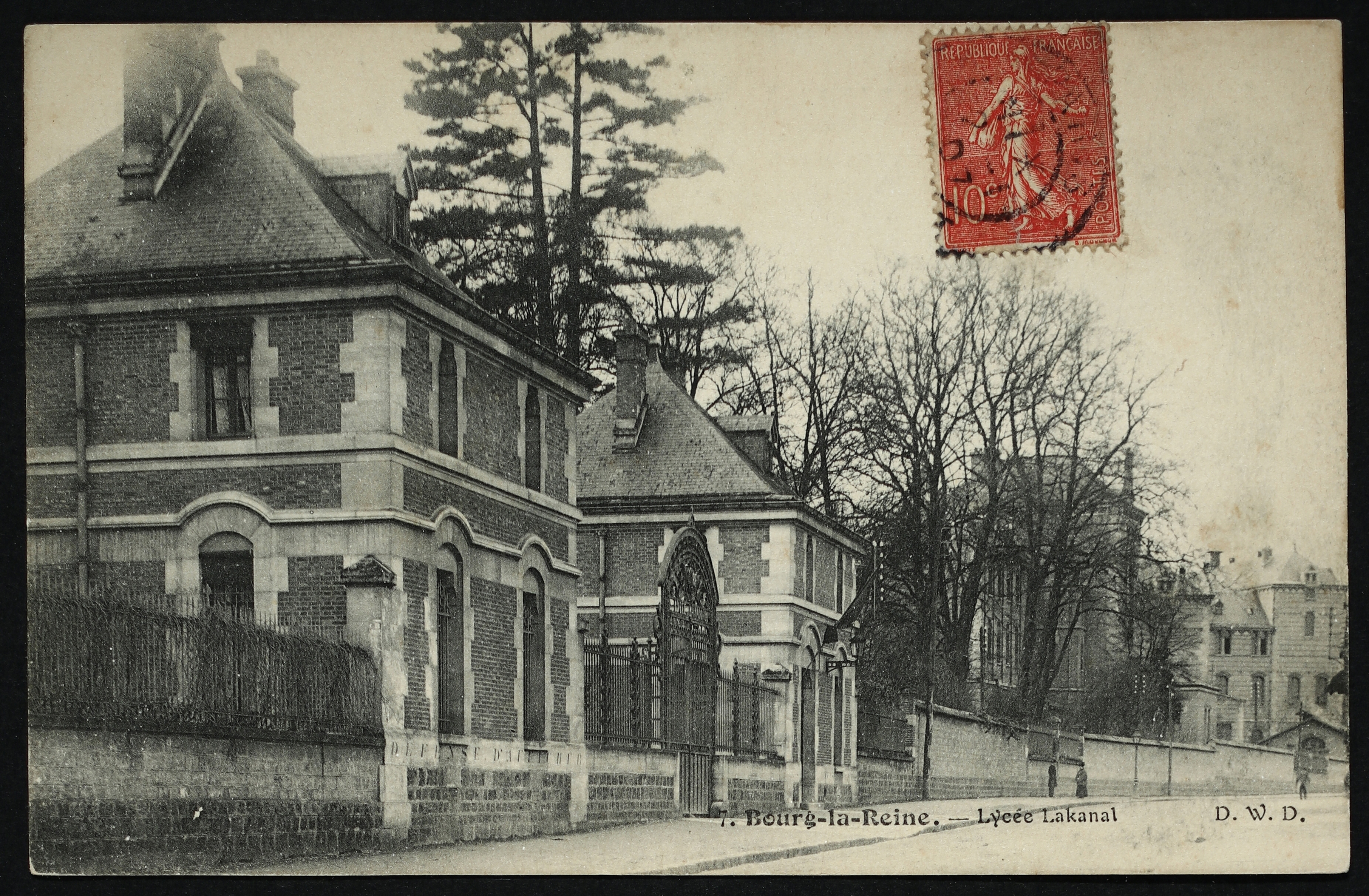
Entrée du lycée Lakanal.

Cette avenue qui se confond avec le tracé de la route départementale 60, commence à l'ouest à l'intersection de la rue du Docteur-Berger. Elle passe entre le jardin de la Ménagerie et le parc de Sceaux sur une grande partie de sa longueur, puis longe le lycée Lakanal et se termine au carrefour de l'avenue Victor-Hugo et de la rue du Lycée-Lakanal.

## Origine du nom
Elle a été renommée après-guerre en hommage à Franklin Delano Roosevelt (1882-1945), 32e président des États-Unis.

## Bâtiments remarquables et lieux de mémoire

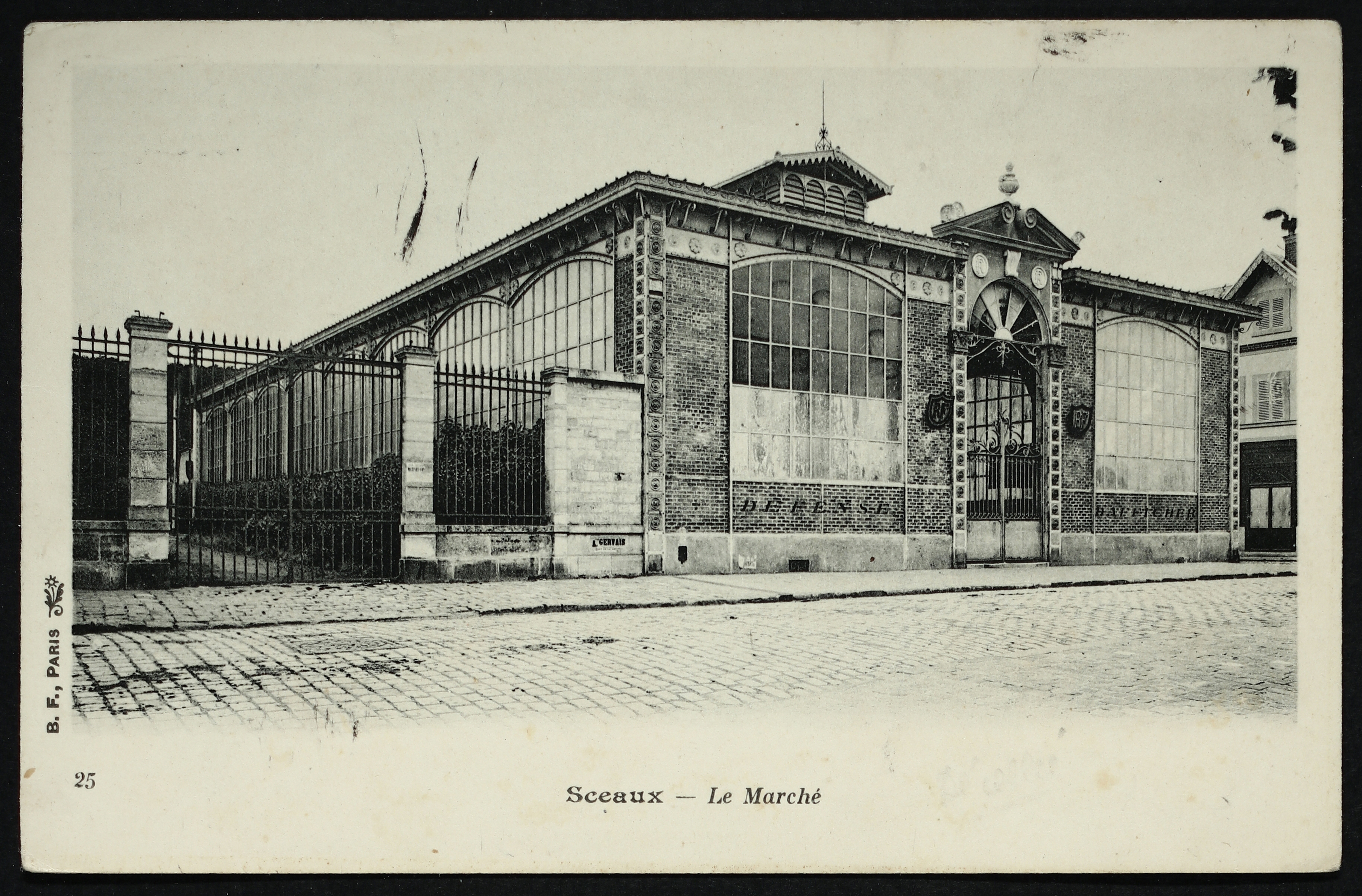
Carte postale - Sceaux - Le Marché.

- Église Saint-Jean-Baptiste de Sceaux, à l'angle de la rue du Docteur-Berger.
- En face de l'église, le marché du Centre, construit en 1895 à l'emplacement d'une ancienne gare de marchandise qui desservait un marché en plein air[2].
- Parc de Sceaux.
- Lycée Lakanal[3].
- Au no 13, la première maison de style moderniste construite à Sceaux, en 1930, par l'architecte Bruno Elkouken. Elle est inscrite à l'inventaire général du patrimoine culturel[4].